# Ohwia luteola
Ohwia luteola là một loài thực vật có hoa trong họ Đậu. Loài này được H. Ohashi mô tả khoa học đầu tiên năm 1999.